# Sausseuil
Sausseuil est une localité d'Alland'Huy-et-Sausseuil et une ancienne commune française, située dans le département des Ardennes en région Grand Est.
L'ancienne commune fusionne avec la commune voisine de Alland'Huy, en 1828, pour former la commune d'Alland'Huy-et-Sausseuil.

## Géographie
Sur le terroir de cette commune se trouvait le château de Crèvecœur, propriété de la famille de Jacques Boucher de Perthes.

## Histoire
L'ancienne commune fusionne avec la commune voisine de Alland'Huy, en 1828, pour former la commune d'Alland'Huy-et-Sausseuil.

## Administration
| Période                                  | Période | Identité | Étiquette | Qualité |
| ---------------------------------------- | ------- | -------- | --------- | ------- |
| Les données manquantes sont à compléter. |         |          |           |         |
|                                          |         |          |           |         |

## Démographie
| 1793 | 1800 | 1806 | 1821 |
| ---- | ---- | ---- | ---- |
| 133  | 148  | 160  | 156  |

Histogramme

(élaboration graphique par Wikipédia)